# Paulo Victor Gomes
Paulo Victor Rodrigues Gomes (Barra Bonita, 1º de julho de 1988), conhecido como Paulo Victor Gomes, Paulo Victor ou simplesmente PV, é um treinador de futebol brasileiro. Ele é o atual treinador assistente do Club América, equipe da Liga MX.

## Carreira
Nascido em Barra Bonita, São Paulo, Paulo Victor escolheu se aposentar aos 18 anos, quando atuava pela equipe sub-20 do XV de Jaú. Iniciou sua trajetória como treinador em uma escola em sua cidade natal antes de ingressar no Novorizontino em 2013, onde trabalhou nas categorias de base do clube.
Em 2015, transferiu-se para o Palmeiras, assumindo o comando da equipe sub-16 por seis meses antes de liderar os sub-15. Em 4 de agosto de 2017, foi nomeado técnico da seleção brasileira sub-15.
Em 4 de setembro de 2020, Paulo Victor foi designado como treinador da seleção brasileira sub-17 e também foi assistente de André Jardine na equipe olímpica durante os Jogos Olímpicos de Verão de 2020. Em 20 de outubro de 2021, retornou ao Palmeiras como treinador da equipe sub-20.
Em dezembro de 2021, durante as férias de Abel Ferreira e da equipe principal, Paulo Victor foi nomeado responsável pela equipe principal nos dois últimos jogos da Série A de 2021. Conquistou um empate contra o Athletico Paranaense e uma vitória sobre o Ceará, antes de voltar ao seu cargo anterior.
Na temporada de 2022, Paulo Victor conduziu o sub-20 à primeira conquista da Copa São Paulo de Futebol Júnior. Após também vencer o Campeonato Brasileiro Sub-20 e a Copa do Brasil Sub-20 no mesmo ano, conquistou novamente a Copinha em 2023.
Em 17 de junho de 2023, Paulo Victor aceitou o convite para ser assistente de Jardine no Club América, equipe da Liga MX, encerrando sua passagem pela equipe juvenil do Palmeiras.

## Títulos
Seleção Brasileira Sub-15
- Campeonato Sul-Americano de Futebol Sub-15: 2019

Palmeiras
- Campeonato Paulista de Futebol Sub-20: 2021
- Copa São Paulo de Futebol Júnior: 2022, 2023
- Campeonato Brasileiro de Futebol Sub-20: 2022
- Copa do Brasil de Futebol Sub-20: 2022